# Cerezal de la Guzpeña
Cerezal de la Guzpeña es una localidad española que forma parte del municipio de Prado de la Guzpeña, en la provincia de León, comunidad autónoma de Castilla y León.

## Geografía

### Ubicación
| Noroeste: Robledo de la Guzpeña | Norte: San Martín de Valdetuéjar | Noreste: Taranilla   |
| Oeste: Prado de la Guzpeña      |                                  | Este: Puente Almuhey |
| Suroeste Llama de la Guzpeña    | Sur: Villamorisca                | Sureste: Carrizal    |

## Demografía
Evolución de la población
| Gráfica de evolución demográfica de Cerezal de la Guzpeña entre 2000 y 2017 |
|                                                                             |
| Población de derecho (2000-2017) según el padrón municipal del INE          |